# یان فتکه
یان فتکه (آلمانی: Jan Fethke؛ ۲۶ فوریهٔ ۱۹۰۳ – ۱۶ دسامبر ۱۹۸۰) کارگردان فیلم، نویسنده، اسپرانتیست، و فیلم‌نامه‌نویس آلمانی-لهستانی بود.
او یکی از شارحان و مترجمان مشهور زبان اسپرانتو به‌شمار می‌رود.
از فیلم‌های وی می‌توان به ۳۰ قیراط خوشبختی، نقاب زرین، موضوعی برای حل و فصل، روبرت و برترام، ترانه‌های ممنوعه و ایرن! به خانه برگرد! (۱۹۵۵) اشاره نمود.